# 阿格涅沃河
阿格涅沃河（俄语：Река Агнево）是萨哈林州亚历山德罗夫斯克区的河流，源起卡梅绍维山脉，长66公里，流域面积721平方公里，注入鞑靼海峡。河宽15至20米，流速达0.6至1.0米每秒。弗拉基米罗夫卡村是河上唯一的定居点，河口是已废弃村庄乌斯季阿格涅沃村。弗拉基米罗夫卡河注入。名称来自尼夫赫语，意为“河上的定居点”。